# Víctor Avendaño
Ángel Pedro Victorio „Víctor” Avendaño (ur. 5 czerwca 1907 w Buenos Aires, zm. 1 lipca 1984 tamże) – argentyński bokser, złoty medalista letnich igrzysk olimpijskich w 1928 w Amsterdamie w kategorii półciężkiej. W finałowej walce pokonał Ernsta Pistullę.

## Źródła
- Profil zawodnika na stronie boxrec.com